# Mrkonjić Grad
Mrkonjić Grad (sârbă: Мркоњић Град; croată și bosniacă: Mrkonjić Grad) este un oraș și sediul municipiului Mrkonjić Grad care se află în nord-vestul Bosniei și Herțegovinei. După recensământ din 2013. în Bosnia și Herțegovina, în orașul acest a trăit 7.017 locuitori din care majoritatea etnică sunt sârbi

## Clima și geografia

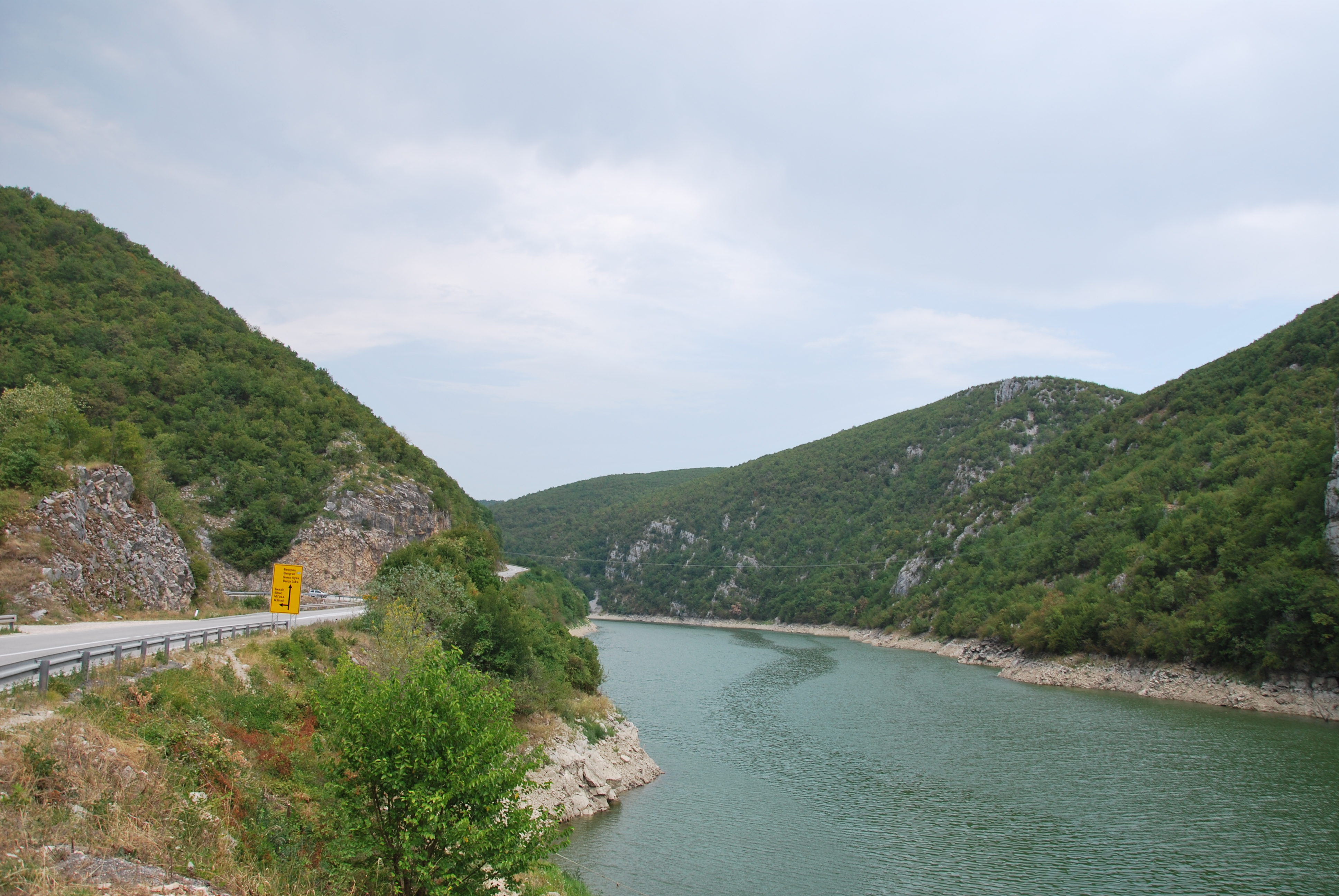
În municipiu există mult râurilor din cui mai mare şi important e râul Vrbas de pe foto

Orașul este situit în partul vest Bosniei și Herțegovinei denumit Bosanska Krajina și ca municipiu se învecinează cu Banja Luka la nord, cu municipiu Jezero, Kneževo și Federația Bosnia și Herțegovina la est, cu Šipovo la sud și cu Ribnik la vest. 
Caracteristica elementară terenului sunt munți și carst pentru că Mrkonjic Grad se află dintre câteva munților mare ca Lisina, Dimitor, Manjača, Čemernica și Ovčara. Clima este temperat-continentală cu vara caldă și cu ierni cu zăpadă. 

## Istorie
Terenul acest a fost locuit de triburi ilire în anchitate. În Evul Mediu aici era o teritoria istorică cunoscută ca Donji Kraji său Alföld la limba maghiară. Monumenturi din timpul medieval sunt orașuri și necropole (orașuri Bočac, Sokol-grad, Prizrenac și necropole din Baljvine, Šehovci, Gustovara și Liskovica) 
Orașul Mrkonjić Grad este infundat în 1593 când Krzlar-aga Đukanović a construit un vakuf în locul orașului. 

## Date demografice
| Populatia așezărilor – comuna Mrkonjić Grad | Populatia așezărilor – comuna Mrkonjić Grad | Populatia așezărilor – comuna Mrkonjić Grad | Populatia așezărilor – comuna Mrkonjić Grad | Populatia așezărilor – comuna Mrkonjić Grad | Populatia așezărilor – comuna Mrkonjić Grad | Populatia așezărilor – comuna Mrkonjić Grad | Populatia așezărilor – comuna Mrkonjić Grad | Populatia așezărilor – comuna Mrkonjić Grad | Populatia așezărilor – comuna Mrkonjić Grad | Populatia așezărilor – comuna Mrkonjić Grad | Populatia așezărilor – comuna Mrkonjić Grad |
| ------------------------------------------- | ------------------------------------------- | ------------------------------------------- | ------------------------------------------- | ------------------------------------------- | ------------------------------------------- | ------------------------------------------- | ------------------------------------------- | ------------------------------------------- | ------------------------------------------- | ------------------------------------------- | ------------------------------------------- |
|                                             | Așezare                                     | 1910.                                       | 1921.                                       | 1931.                                       | 1948.                                       | 1953.                                       | 1961.                                       | 1971.                                       | 1981.                                       | 1991.                                       | 2013.                                       |
|                                             | Total                                       | 20,620                                      |                                             | 27,014                                      | 29,178                                      | 31,127                                      | 30,949                                      | 30,159                                      | 29,684                                      | 26,278                                      | 16,671                                      |
| 1                                           | Baljvine                                    |                                             |                                             |                                             |                                             |                                             |                                             |                                             |                                             | 1,140                                       | 333                                         |
| 2                                           | Bjelajce                                    |                                             |                                             |                                             |                                             |                                             |                                             |                                             |                                             | 980                                         | 693                                         |
| 3                                           | Brdo                                        |                                             |                                             |                                             |                                             |                                             |                                             |                                             |                                             | 587                                         | 548                                         |
| 4                                           | Donji Baraći                                |                                             |                                             |                                             |                                             |                                             |                                             |                                             |                                             | 524                                         | 287                                         |
| 5                                           | Donji Graci                                 |                                             |                                             |                                             |                                             |                                             |                                             |                                             |                                             | 358                                         | 206                                         |
| 6                                           | Gerzovo                                     |                                             |                                             |                                             |                                             |                                             |                                             |                                             |                                             | 679                                         | 256                                         |
| 7                                           | Gornji Graci                                |                                             |                                             |                                             |                                             |                                             |                                             |                                             |                                             | 926                                         | 556                                         |
| 8                                           | Gustovara                                   |                                             |                                             |                                             |                                             |                                             |                                             |                                             |                                             | 428                                         | 208                                         |
| 9                                           | Kopljevići                                  |                                             |                                             |                                             |                                             |                                             |                                             |                                             |                                             | 489                                         | 296                                         |
| 10                                          | Kotor                                       |                                             |                                             |                                             |                                             |                                             |                                             |                                             |                                             | 443                                         | 311                                         |
| 11                                          | Majdan                                      |                                             |                                             |                                             |                                             |                                             |                                             |                                             |                                             | 946                                         | 408                                         |
| 12                                          | Medna                                       |                                             |                                             |                                             |                                             |                                             |                                             |                                             |                                             | 791                                         | 221                                         |
| 13                                          | Mrkonjić Grad                               |                                             |                                             |                                             | 2,249                                       |                                             | 2,770                                       | 4,089                                       | 6,602                                       | 8,422                                       | 7,915                                       |
| 14                                          | Oćune                                       |                                             |                                             |                                             |                                             |                                             |                                             |                                             |                                             | 447                                         | 215                                         |
| 15                                          | Orahovljani                                 |                                             |                                             |                                             |                                             |                                             |                                             |                                             |                                             | 463                                         | 263                                         |
| 16                                          | Podbrdo                                     |                                             |                                             |                                             |                                             |                                             |                                             |                                             |                                             | 991                                         | 731                                         |
| 17                                          | Podorugla                                   |                                             |                                             |                                             |                                             |                                             |                                             |                                             |                                             | 849                                         | 921                                         |
| 18                                          | Podrašnica                                  |                                             |                                             |                                             |                                             |                                             |                                             |                                             |                                             | 1,096                                       | 733                                         |
| 19                                          | Šehovci                                     |                                             |                                             |                                             |                                             |                                             |                                             |                                             |                                             | 642                                         | 251                                         |
| 20                                          | Stupari                                     |                                             |                                             |                                             |                                             |                                             |                                             |                                             |                                             | 435                                         | 288                                         |
| 21                                          | Trijebovo                                   |                                             |                                             |                                             |                                             |                                             |                                             |                                             |                                             | 509                                         | 211                                         |

### Compoziție etnică
Populația din Mrkonjić Grad, după etnie, conform recensămintelor din 1971, 1981, 1991 și 2013 a fost următoarea:
|              | 2013.          | 1991.          | 1981.          | 1971.          |
| Total        | 7,915 (100,0%) | 8,422 (100,0%) | 6,602 (100,0%) | 4,089 (100,0%) |
| Sârbi        |                | 5,945 (70,59%) | 4,077 (61,75%) | 2,156 (52,73%) |
| Bosniaci     |                | 1,450 (17,22%) | 1,414 (21,42%) | 1,419 (34,70%) |
| Iugoslavi    |                | 470 (5,581%)   | 618 (9,361%)   | 62 (1,516%)    |
| Croați       |                | 454 (5,391%)   | 427 (6,468%)   | 406 (9,929%)   |
| Alții        |                | 103 (1,223%)   | 19 (0,288%)    | 18 (0,440%)    |
| Muntenegreni |                |                | 30 (0,454%)    | 21 (0,514%)    |
| Albanezi     |                |                | 11 (0,167%)    | 6 (0,147%)     |
| Macedoneni   |                |                | 6 (0,091%)     | 1 (0,024%)     |

|              | 2013.           | 1991.           | 1981.           | 1971.           |
| Total        | 16,671 (100,0%) | 27,395 (100,0%) | 29,684 (100,0%) | 30,159 (100,0%) |
| Sârbi        | 16,050 (96,27%) | 21,057 (76,86%) | 23,364 (78,71%) | 24,990 (82,86%) |
| Bosniaci     | 375 (2,249%)    | 3,272 (11,94%)  | 3,009 (10,14%)  | 2,734 (9,065%)  |
| Croați       | 159 (0,954%)    | 2,139 (7,808%)  | 2,290 (7,715%)  | 2,204 (7,308%)  |
| Alții        | 87 (0,522%)     | 334 (1,219%)    | 67 (0,226%)     | 82 (0,272%)     |
| Iugoslavi    |                 | 593 (2,165%)    | 883 (2,975%)    | 98 (0,325%)     |
| Muntenegreni |                 |                 | 47 (0,158%)     | 38 (0,126%)     |
| Albanezi     |                 |                 | 15 (0,051%)     | 11 (0,036%)     |
| Macedoneni   |                 |                 | 8 (0,027%)      | 1 (0,003%)      |
| Sloveni      |                 |                 | 1 (0,003%)      | 1 (0,003%)      |